# Gärdslösa församling
Gärdslösa församling var en  församling i Ölands norra kontrakt, Växjö stift och Borgholms kommun. Församlingen uppgick 2006 i Gärdslösa, Långlöt och Runstens församling.
Församlingskyrka var Gärdslösa kyrka.
2003 fanns här 656 invånare.

## Administrativ historik
Församlingen har medeltida ursprung.
Församlingen utgjorde under medeltiden ett eget pastorat för att därefter fram till 1962 vara moderförsamling i pastoratet Gärdslösa och Bredsättra. Från 1962 var församlingen moderförsamling i pastoratet Gärdslösa, Räpplinge, Högsrum, Runsten och Långlöt.Församlingen uppgick 2006 i Gärdslösa, Långlöt och Runstens församling.
Församlingskod var 088510.

## Series pastorum
| Ämbetstid              | Namn                                 | Levnadstid             |
| (1283)–1311            | Olaus                                |                        |
| (1396)                 | Thyrgillus                           |                        |
| (1400)                 | Laurentius                           |                        |
| (1404)                 | Elavus                               |                        |
| början av 1500-talet   | Laurencius                           |                        |
| (1525)                 | Reimarus                             |                        |
| (1536)                 | Christiernus                         |                        |
| (1540)–(1554)          | Lars                                 |                        |
| 1556–1609              | Petrus Jonae                         | d. 1609                |
| 1610–1613              | Birgerus (egentl. Bergerus) Theodori | d. 1613                |
| 1614–1616              | Adam Laurentii Wellerius             | d. 1616                |
| 1617–1659              | Jonas Jonae Palumbus                 | d. 1659                |
| 1660–1679              | Jonas Jonae Gerdzlovius              | 1630–1679              |
| 1680                   | Axel Hornschöld                      | 1651–1722              |
| 1681–1683              | Petrus Erici Gerdzlovius             | 1637–1683              |
| 1685–1710              | Johannes Petri Gresilius             | d. 1710                |
| 1712–1736              | Israel Schultz                       | 1665–1736              |
| 1738–1739              | Lars Schalin                         | 1701–1739              |
| 1741–1747              | Jonas Lundwall                       | 1702–1747              |
| 1749–1787              | Magnus Marin                         | 1711–1787              |
| 1789–1810              | Magnus Stagnelius                    | 1746–1829              |
| 1810–1828              | Anders Fornander                     | 1778–1828              |
| 1830–1843              | Elias Schütz                         | 1776–1843              |
| 1846–1851              | Erik Rundquist                       | 1799–1851              |
| 1855–1868              | Johan Israel Melén                   | 1797–1868              |
| 1871–1897              | Carl Georg Uddenberg                 | 1817–1897              |
| 1900–1904              | Frans Johan Aulën                    | 1847–1904              |
| 1906–1916              | Erik Magnus Hoflund                  | 1847–1916              |
| 1918–1927              | Johan Julius Danielsson              | 1864–1927              |
| 1928–(åtminstone 1951) | Olof Natanael (Natan) Svensson       | 1895–(åtminstone 1951) |

## Klockare och organister
| Ämbetstid | Namn                   | Levnadstid | Övrigt                |
| --------- | ---------------------- | ---------- | --------------------- |
| 1700-1710 | Bengt                  |            | Klockare              |
| 1728-1732 | Swen Öfring            |            | Organist              |
| 1733-1744 | Nils Nilsson           |            | Organist              |
| 1720-1740 | Swen Spink             |            | Klockare              |
| 1744-1769 | Anders Andersson       | 1719-      | Klockare              |
| 1767-1772 | Gumme Rungren          |            | Organist              |
| 1773-1780 | Petter Lagerström      |            | Organist              |
| 1770-1797 | Anders Andersson       | 1748-      | Klockare              |
| 1781-1790 | Carl Johan Melander    | 1758-1804  | Organist              |
| 1791      | P. Melander            |            | Organist              |
| 1813-1865 | Elof Lundberg          | 1789-1869  | Organist och klockare |
| 1865-1869 | August Palm            | 1835-1909  | Organist och klockare |
| 1881-1883 | Fabian Per Henrik Palm | 1854-1938  | Organist och klockare |